# Ballhaus

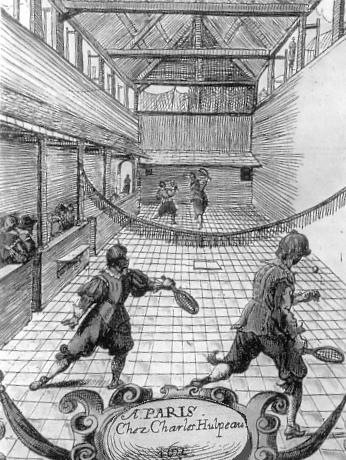
In einem Ballhaus in Paris, 1612

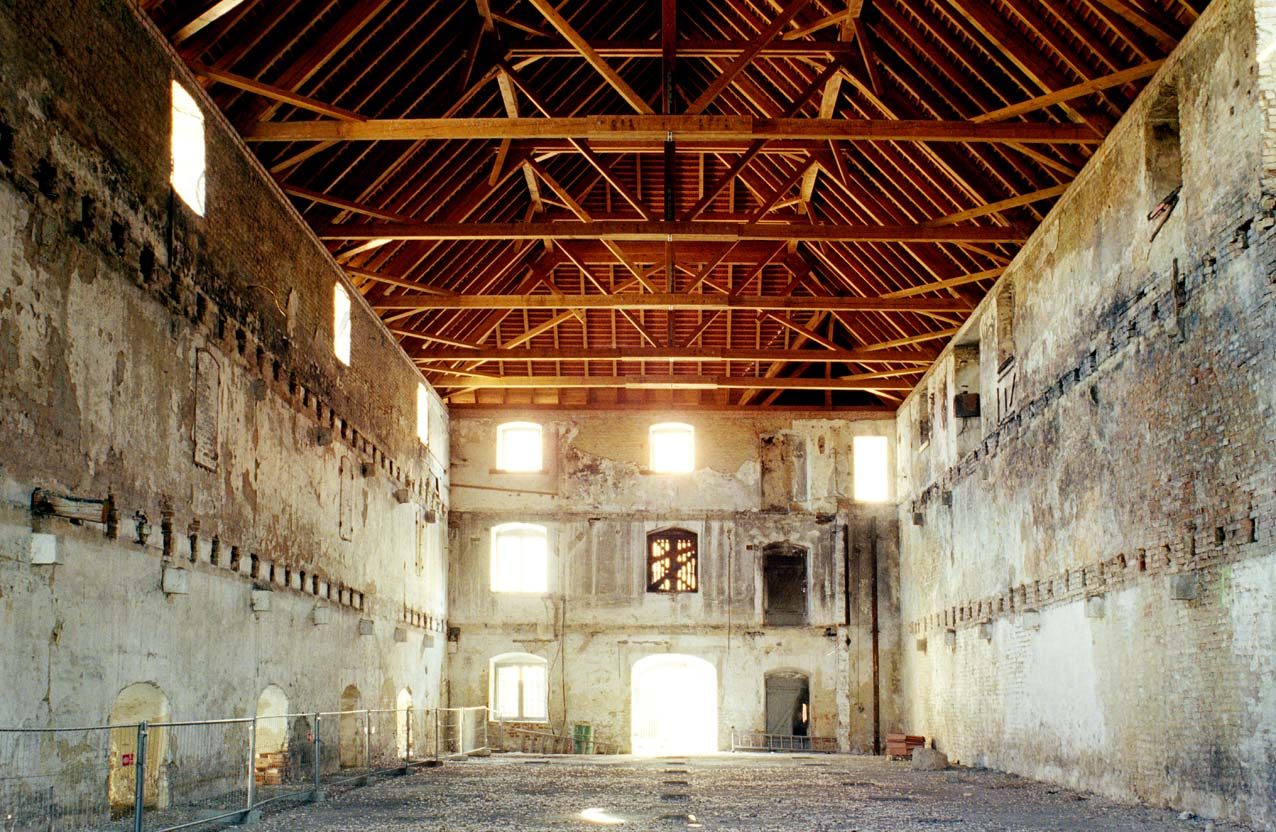
Innenansicht des Ballspielhauses vom Schloss Neugebäude in Wien (2005)

Ballhaus (auch Ballspielhaus) ist die Bezeichnung für
einen Bautyp, der vor allem an fürstlichen Höfen in der frühen Neuzeit errichtet und in dem Jeu de Paume  gespielt wurde, ein Vorläufer des Tennis.

## Geschichte und Beispiele
Die ersten Ballhäuser entstanden im Italien des späten 15. Jahrhunderts und wurden als Sala della Balla bezeichnet. Im 16. und 17. Jahrhundert verbreitete sich das Ballspiel an den europäischen Fürstenhöfen und Universitäten. Im deutschsprachigen Raum ließ etwa Ferdinand I. in den Jahren 1521 und 1540 ein Ballhaus in der Wiener Hofburg errichten, für Erzherzog Ferdinand II. entstand auf Schloss Ambras Innsbruck das Ballspielhaus, geplant 1567 von Architekt Giovanni Lucchese, sowie 1572 das Ballspielhaus am Rennweg in Innsbruck,
1579 entstand unter Herzog Wilhelm V. ein Ballhaus in der Münchener Residenz, und 1593 errichtete die Universität Tübingen eine solche Sportstätte. In Berlin bestand ebenfalls bereits im Dreißigjährigen Krieg ein Ballhaus.
Kurz nach dem Westfälischen Frieden als sich in Regensburg der Beginn des Immerwährenden Reichstages abzeichnete und viele Gesandte zuzogen, ließ die Stadtregierung auf dem Ägidienplatz ein Ball- und Komödienhaus errichten, dessen Errichtung einen jahrzehntelangen Streit mit der Deutschordenskommende St. Ägid und mit den ebenfalls am Platz ansässigen Dominikanern zur Folge hatte. Sie fühlten sich durch den Betrieb belästigt und beklagten am kaiserlichen Hof auch die Verletzung von Grundstücksrechten. Erst als 1760 das fürstliche Haus Thurn und Taxis das Ballhaus anmietete, brachen die Klagen der Orden zusammen. Das Ballhaus wurde 1783 für große Theateraufführungen erweitert, aber nur noch bis 1786 als Hoftheater und Ballhaus betrieben. 1804 wurde das Ballhaus an Thurn und Taxis verkauft, nur noch als Remise für Kutschen und Wagen genutzt, 1922 abgetragen und durch ein Wohnhaus für fürstliche Beamte ersetzt.
Das Jeu de Paume in Versailles, nach dem der Ballhausschwur von 1789 benannt wurde, entstand 1686, während das Jeu de Paume im Jardin des Tuileries in Paris erst unter Napoléon III. im Jahre 1861 errichtet wurde.
Die Ballhäuser wurden bei Nachlassen der Ballspielmode häufig zu Theatern umgebaut, da sie sich aufgrund ihrer geräumigen Quaderform dazu gut eigneten. Bekannte Beispiele sind in Innsbruck das erste Opernhaus nördlich der Alpen (1629 vom Architekten Christoph Gumpp den Jüngeren umgestaltet), das alte Burgtheater in Wien, das Ekhof-Theater im Gothaer Schloss Friedenstein, der Ballhof in Hannover und das Fürstbischöfliche Opernhaus in Passau. Im Schloss Neugebäude in Wien stehen die Überreste des Ballhauses, in dem der Kaiser und sein Hof spielten. Das Opernhaus am Taschenberg in Dresden wurde auf dem Platz des 1597 von Paul Buchner entworfenen Ballhauses erbaut, 1707 entstanden wiederum Planungen, das nunmehrige Opernhaus wieder in ein Ballhaus umzuwidmen.

## Begriffsentwicklung
Der Begriff „Ballhaus“ wurde ab dem 19. Jahrhundert neben seiner ursprünglichen Bedeutung auch immer wieder als Bezeichnung für Tanzsäle, Tanzlokale und Diskotheken benutzt (vgl. Ballsaal). Das Ballhaus im Bergpark Wilhelmshöhe in Kassel etwa war nie eine Sportstätte – es wurde als Hoftheater erbaut und später zu einem Tanzsaal umgebaut. Ebenso wie das Ballhaus Felsenkeller in Höxter – es wurde später als Diskothek genutzt. Noch heute auch für kulturelle Veranstaltungen genutzt wird dagegen der frühere kurfürstliche Ballsaal in Bonn-Bad Godesberg, die sogenannte Redoute.